# Philedonides
Philedonides is een geslacht van vlinders van de familie bladrollers (Tortricidae), uit de onderfamilie Tortricinae.

## Soorten
- P. lunana (Thunberg, 1784)
- P. rhombicana (Herrich-Schäffer, 1851)
- P. sandrinae (Diakonoff, 1985)
- P. seeboldiana (Rossler, 1877)